# Périphétès fils de Coprée
Pour les articles homonymes, voir Périphétès.
Dans la mythologie grecque, Périphétès est le fils de Coprée, petit-fils de Pélops.

## Mythologie
Il fut le successeur de son père au poste de héraut du roi, et participa à la guerre de Troie : au chant XV de l’Iliade, il meurt sous la lance d'Hector, qu'il reçoit dans la poitrine.